# PMFBP1
PMFBP1‏ (Polyamine modulated factor 1 binding protein 1) هوَ بروتين يُشَفر بواسطة جين PMFBP1 في الإنسان.